# Elkenrade
Elkenrade (Limburgs: Elkerao) is een gehucht in de gemeente Gulpen-Wittem, in het zuiden van de Nederlandse provincie Limburg. Het gehucht bevindt zich in het Heuvelland aan de gelijknamige weg rond een splitsing van wegen tussen Wijlre, Eys en Eyserheide. Het achtervoegsel rade verwijst naar een gerooide plek. Elkenrade ligt samen met de naburige gehuchten Eyserheide en Mingersborg op een heuvelrug, onderdeel van het Plateau van Ubachsberg, met evenwijdig aan de noordzijde het Droogdal van Colmont. In het zuiden liggen de Elkenradergrub, de Eyserberg en het Eyserbos. Tussen Elkenrade en Eys staat op de Eyserberg de Zendmast Eys.
In Elkenrade liggen circa 40 boerderijen en huizen, waaronder een aantal vakantieappartementen, een boerderijcamping, en een tuincentrum. Een aantal huizen is opgetrokken uit Kunradersteen en vakwerk.
Dorpen: Epen · Eys · Gulpen · Mechelen · Nijswiller · Partij-Wittem · Reijmerstok · Slenaken · Wahlwiller · Wijlre

Gehuchten en buurtschappen: Beertsenhoven · Berghem · Berghof · Beutenaken · Billinghuizen · Bissen · Bommerig · Broek · Cartils · Crapoel · Dal · Diependal · Elkenrade · Elzet · Eperheide · Etenaken · Euverem · Eyserhalte · Eyserheide · Gracht Burggraaf · Heijenrath · Helle · Hilleshagen · Höfke · Hoogcruts · Hurpesch · De Hut · Ingber · Kapolder · Kleeberg · Klein-Kullen · Klein-Kuttingen · Kosberg · Kuttingen · Landsrade · Overeys · Overgeul · Partij · Pesaken · De Piepert · Plaat · Schilberg · Schweiberg · Sinselbeek · Stokhem · Terpoorten · Terziet · Trintelen · Waterop · Wittem

Limburg: Steden en dorpen      Nederland: Provincies · Gemeenten